# 大伸会
大伸会（だいしんかい）は、千葉県松戸市にある医療法人社団である。

## 概要
- 理事長 三国大吾
- 医療法人社団大伸会事務局

　　千葉県松戸市五香南2-17-8
- さくら歯科医院

　　東京都世田谷区世田谷2-6-3 
- ひまわり歯科医院

　　東京都板橋区大山町36-9　スワンビル2階
- ひばり歯科医院

　　東京都西東京市住吉町3-9-8 6F
- 三国歯科医院

　　千葉県松戸市五香南2-17-8
- グリーン歯科医院

　　千葉県木更津市朝日3-10-19　イオンタウン木更津朝日2階
- コスモス歯科医院

　　千葉県印西市大森2551-4
- ホワイトエッセンスアクロスモール歯科医院

　　千葉県鎌ケ谷市新鎌ケ谷2-12-1 アクロスモール新鎌ヶ谷3階
- なのはな歯科医院

　　埼玉県さいたま市南区南浦和2-40-12　サンライト2番館
- くま歯科医院

　　埼玉県越谷市千間台西2-16-2
- ふたば歯科医院

　　埼玉県越谷市袋山1211
- ワラビー歯科医院

　　埼玉県蕨市塚越1-7-14
- 松葉歯科医院

　　茨城県龍ケ崎市松葉5-10-8　ガーデンコート松葉　1-A

## 沿革
- 1996年（平成8年） 千葉県松戸市に三国歯科医院を開院。
- 1999年（平成11年） 医療法人社団 大伸会設立。
- 2000年（平成12年） 東京都世田谷区にさくら歯科医院を開院。
- 2002年（平成14年） 茨城県龍ケ崎市に松葉歯科医院を開院。
- 2002年（平成14年） 埼玉県さいたま市になのはな歯科医院を開院。
- 2002年（平成14年） 東京都板橋区にひまわり歯科医院を開院。
- 2003年（平成15年） 千葉県木更津市のグリーン歯科医院と提携。
- 2003年（平成15年） 千葉県印西市にコスモス歯科医院を開院。
- 2004年（平成16年） 埼玉県越谷市にくま歯科医院を開院。
- 2005年（平成17年） 埼玉県越谷市にふたば歯科医院と提携。
- 2005年（平成17年） 地域の子どもたちの歯の健康を守るために「キッズクラブ」を本格始動。
- 2007年（平成19年） ラグビーを通じて地域の子どもたちの健やかな成長を支える「ワッハ歯ラグビースクール」を開校。
- 2007年（平成19年） 千葉県鎌ケ谷市のWEアクロスモール歯科と提携。
- 2009年（平成21年） 東京都西東京市のひばり歯科医院と提携。
- 2010年（平成22年） 埼玉県蕨市のワラビー歯科と提携。